# Château de Condojanni
Le château de Condojanni (en italien : Castello di Condojanni) est situé près de Condojanni (it), dans la commune de Sant'Ilario dello Ionio (ville métropolitaine de Reggio de Calabre), en Calabre.
Il a été construit par les Normands au XIe siècle au sommet d'une colline rocheuse, parmi celles qui dominent la Locride. Il représente l'un des rares exemples d'architecture calabraise du début du Moyen Âge.
Le château, ainsi que ceux voisins et similaires de Gerace, Stilo, Amendolea, Sant'Aniceto, faisaient partie d'un système défensif de l'époque normande visant à contrôler la côte sud de la mer Ionienne.

## Historique
Le puissant donjon, à plan carré dequtre étages, a été construit à la demande des habitants vers le XIe siècle comme tour de guet et de refuge pour la population, à la suite de l'intensification des raids sarrasins le long des côtes calabraises.
Avec le passage de la Calabre sous la domination de la maison de Hohenstaufen, cette structure fut rénovée et agrandie, créant ainsi un véritable château, avec l'ajout de quelques tours rectangulaires.
Au XIIIe siècle, le château devint le centre de commandement du fief florissant de Condojanni. Au fil des siècles, le château devint la propriété de célèbres et illustres dynasties siciliennes, parmi lesquelles la famille Ruffo di Calabria, la famille Marullo, la famille Carafa et princes de Roccella Ionica.